# NGC 975
NGC 975 (również PGC 9735 lub UGC 2030) – galaktyka spiralna (S0-a), znajdująca się w gwiazdozbiorze Wieloryba. Odkrył ją Lewis A. Swift 9 listopada 1884 roku.
W galaktyce tej zaobserwowano do tej pory jedną supernową – SN 2012E.